# Emilio Colombo
Emilio Giuseppe Ernesto Colombo (Potenza, 11 aprile 1920 – Roma, 24 giugno 2013) è stato un politico italiano, presidente del Consiglio dei ministri della Repubblica Italiana dal 6 agosto 1970 al 18 febbraio 1972. Esponente di spicco della Democrazia Cristiana, è stato più volte ministro della Repubblica (in particolare Ministro degli affari esteri, Ministro delle finanze, Ministro del tesoro e Ministro del bilancio), deputato alla Camera dal 1946 al 1992, europarlamentare dov'è stato Presidente del Parlamento Europeo e ha presieduto la Commissione per gli affari esteri del Parlamento europeo.
È stato senatore a vita dal 2003 fino alla sua morte. Nei suoi ultimi due mesi di vita (dal 6 maggio 2013, giorno della morte di Giulio Andreotti, suo ex compagno di partito e anch'egli senatore a vita) è stato l'ultimo membro ancora in vita dell'Assemblea Costituente.

## Biografia

### Giovinezza
Colombo nasce a Potenza l'11 aprile 1920, in una famiglia borghese, quarto di sette figli (tre maschi e quattro femmine) di Angelo Colombo, funzionario della pubblica amministrazione originario di Reggio Calabria, e dalla casalinga Rosa Silvia Elvira Tordela, di origini avellinesi. Cresciuto sia nella sua città natale sia in quella del padre, da ragazzo entra nella scia spirituale e organizzativa di due monsignori che segneranno la storia recente della chiesa lucana, Augusto Bertazzoni e prima ancora Vincenzo D'Elia, di cui è chierichetto.
Nel 1935 fondò a Potenza la prima sezione locale di Azione Cattolica, un'associazione cattolica, tra le poche organizzazioni non fasciste ammesse dal regime di Benito Mussolini.
Nel 1937 fu presidente di Azione cattolica della Diocesi di Potenza e componente del Consiglio nazionale della Gioventù di Azione cattolica; consegue la maturità classica presso il Liceo "Quinto Orazio Flacco" di Potenza.

### Studi e servizio militare
Nel 1941, a soli 21 anni, si laurea in giurisprudenza all'Università degli Studi di Roma "La Sapienza" con una tesi in diritto ecclesiastico. Orientato inizialmente verso la carriera accademica, infatti s'iscrisse alla Pontificia Università Lateranense con l'intento di specializzarsi in diritto canonico, fu chiamato alle armi, prima di frequentare il corso per allievi ufficiali di complemento, il 1º agosto 1942 e destinato al Deposito 39º Fanteria, per il successivo avviamento al 32º Battaglione d'Istruzione in Nocera Inferiore per frequentarvi il 4º Corso preparatorio di addestramento.

### Inizio della carriera politica
Nel 1943, dopo l'armistizio dell'8 settembre, rientrò in Basilicata, iniziando a intraprendere il suo impegno politico, nell'ottica di una ricostruzione da fondare sulle basi dell'antifascismo e dei principi cattolici e democratici. Dal 1944 al marzo 1947 è stato segretario generale della Gioventù di Azione Cattolica.
Il 2 e 3 giugno 1946, Colombo fu eletto all'Assemblea Costituente come capolista della Democrazia Cristiana (DC) per la circoscrizione Potenza-Matera, risultando uno dei membri più giovani del Parlamento italiano, da poco ventiseienne, e ottenendo circa 26 000 voti di preferenza; in seguito a questo successo elettorale Francesco Saverio Nitti, che in passato aveva definito il giovane Colombo un "sagrestanello", sarà costretto ad ammettere: «è un colombo che volerà». Durante la fase costituente ha ricoperto il ruolo di componente e segretario della «4ª commissione per l'esame dei disegni di legge». Emilio Colombo è stato uno dei più giovani padri costituenti, e da allora è stato riconfermato alla Camera dei deputati in tutte le legislature per la DC nella circoscrizione Potenza-Matera, che resterà la sua roccaforte fino alle dimissioni da deputato il 9 settembre 1992. Membro storico della Democrazia Cristiana, fu anche europarlamentare dal 1976 al 1980 e dal 1989 al 1992.

### Sottosegretario di Stato all'Agricoltura

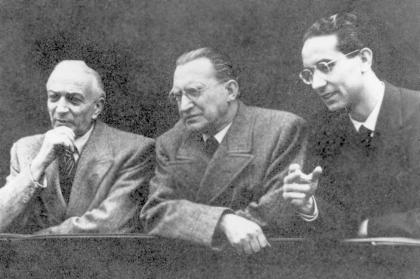
Colombo (destra) con Alcide De Gasperi (centro) e Antonio Segni (sinistra) nei primi anni cinquanta

Dopo essere stato rieletto alle politiche del 1948, con più di 43 000 preferenze nella sua roccaforte, il 27 maggio diventa Sottosegretario di Stato all'Agricoltura e alle foreste, incarico che mantiene fino al 26 luglio 1951, nei governi De Gasperi V e VI. In questi anni Colombo svolse una proficua mediazione a Melissa, in Calabria, nel 1949, durante gli scontri per l'occupazione delle terre da parte dei contadini. Collaborò inoltre con l'allora Ministro dell'agricoltura e delle foreste Antonio Segni all'approvazione della Riforma agraria, che venne approvata dal Parlamento nell'ottobre 1950, finanziata in parte dai fondi del Piano Marshall varato dagli USA nel 1947 e considerato da alcuni studiosi come la riforma più importante dell'intero dopoguerra.
Nel 1950, in qualità di deputato, venne incaricato dal Presidente del Consiglio Alcide De Gasperi di studiare un disegno di legge finalizzato al risanamento dei Sassi di Matera. La proposta di legge di Colombo venne consegnata a De Gasperi nel 1951, presentata in parlamento come disegno di legge n. 2141 "Risanamento dei Sassi di Matera", e infine approvata all'unanimità il 17 maggio del 1952 come la "Legge speciale per il risanamento dei Sassi" (n. 619) che, in virtù del suo propositore, divenne nota anche come "Legge Colombo".

### Sottosegretario ai Lavori pubblici e Ministro dell'agricoltura
Dopo aver rivestito l'incarico di sottosegretario di Stato ai Lavori pubblici dal 17 luglio 1953 al 6 luglio 1955 in numerosi governi (De Gasperi VIII, Pella, Fanfani I e Scelba), con la nascita del primo governo Segni il 6 luglio 1955 divenne ministro dell'Agricoltura, ricoprendo anche l'incarico di Alto Commissario per l'alimentazione, venendo poi riconfermato nel successivo governo Zoli e passando quindi, nel secondo governo Fanfani, al Commercio con l'Estero.
Contemporaneamente, negli anni al Ministero, iniziarono i primi impegni europeisti di Colombo.

### Sindaco di Potenza
Alle elezioni comunali del 25-26 maggio 1952 viene eletto al consiglio comunale di Potenza con 7 479 preferenze, dove il 14 giugno è stato eletto sindaco di Potenza con 25 voti su 38, incarico che lascerà nel dicembre dello stesso anno.
Durante questo periodo si è occupato del varo di alcune importanti opere, facendo sì che il consiglio comunale deliberasse la costruzione di edifici scolastici, acquedotti, case popolari, linee elettriche per le zone rurali, affrontò anche il tema del risanamento delle finanze comunali, prevedendo una revisione a rialzo di alcune imposte e tariffe, e l'implementazione del servizio di nettezza urbana nelle periferie. Sotto la sua amministrazione comunale furono anche deliberate la ricostruzione del Rione Libertà e l'allargamento di «Piazza 18 agosto», attraverso la costruzione della terrazza belvedere.

### Ministro dell'Industria e Commercio
Con la nascita del governo presieduto da Antonio Segni, il 16 febbraio 1959 giura nelle mani del Presidente della Repubblica Giovanni Gronchi come Ministro dell'Industria e Commercio nel secondo governo Segni della DC con appoggio esterno del Partito Liberale Italiano.
Venne riconfermato in tale incarico nei successivi governi Tambroni, Fanfani III e IV.
Durante il suo mandato da ministro dell'Industria e del commercio, nel 1959 costituì una commissione di giuristi e alti funzionari, della quale fu presidente avendo come vice Francesco Santoro Passarelli, con l'incarico di redigere una proposta di riforma del diritto delle società. A questa commissione ne seguiranno altre due nominate dal ministro di Grazia e Giustizia e il cammino della riforma si concluderà quindici anni più tardi con l'emanazione della legge n. 216 del 7 giugno 1974.
In quegli anni da ministro si consolidò in lui la visione volta ad assicurare, nelle scelte compiute, l'armonizzazione tra questioni sociali ed esigenze legate al mercato e alle logiche del profitto: quella che, nelle letture di Colombo, sarebbe tornata più volte con i termini di «economia sociale di mercato». In quella scia si collocò innanzitutto la legge per le piccole e medie industrie, con la quale furono concessi incentivi a favore delle medie e piccole industrie dell'artigianato.
Nel 1962 giunse a compimento il piano di nazionalizzazione dell'energia elettrica, con la nascita dell'Enel. Contestualmente, procedette alla fondazione del Comitato per l'energia nucleare e dei Centri di ricerca di Frascati e Ispra, in provincia di Varese. Durante l'elezione del Presidente della Repubblica Italiana del 1962, fu uno dei maggiori artefici dell'elezione alla Presidenza della Repubblica di Antonio Segni, del quale era stato uno dei principali collaboratori in occasione della riforma agraria del 1950.

#### Industrializzazione dell'Italia meridionale
Inoltre, agli inizi degli anni sessanta, è stato impegnato in un piano organico di industrializzazione nel Mezzogiorno, il quale avrebbe dovuto mettere a sistema risorse e investimenti. Durante il quale fu colta l'occasione delle scoperte dei giacimenti di petrolio a Gela e di metano a Pisticci per avviare un vasto piano di sviluppo con l'Eni di Enrico Mattei in Val Basento (per le industrie chimiche a Ferrandina e Pisticci); contestualmente furono avviati gli investimenti a Brindisi con la Montecatini, ma anche a Pomigliano D'Arco con l'Alfa Romeo e a Termoli con lo stabilimento FIAT.

### Ministro del tesoro

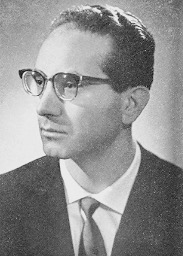
Emilio Colombo nel 1963

Con la nascita del governo presieduto da Giovanni Leone, il 22 giugno 1963 giura nelle mani del Presidente della Repubblica Antonio Segni come Ministro del tesoro nel governo Leone monocolore DC. Mantenne il ministero fino al 6 agosto 1970, riconfermato nei governi Moro I, II, III, Leone II, Rumor I, II e III. Nel governo Leone bis ha rivestito anche l'incarico di Ministro del Bilancio e Programmazione Economica ad interim.
In tale veste, operò a stretto contatto con la Banca d'Italia governata da Guido Carli, che non si discostò ad applicare una linea politica di ortodossia finanziaria (opposta alla linea keynesiana preconizzata da Antonio Giolitti, Ministro del bilancio dal 4 dicembre 1963 al 22 luglio 1964). Questa scelta non lo mise al riparo da dure polemiche, anche interne alla DC, circa i possibili risvolti politici e sociali di un tale orientamento, ma tuttavia nell'estate del 1963, la linea intransigente del Tesoro e della Banca d'Italia riuscì ad arginare in breve tempo l'improvvisa e vertiginosa impennata dell'inflazione, che rappresenterà un primo inquietante segnale di quello che avverrà dieci anni più tardi, in occasione della prima crisi petrolifera.
Nel gennaio del 1966, Colombo presiedette la riunione del Consiglio dei Ministri delle Comunità Europee, in cui venne raggiunto il compromesso di Lussemburgo, che reintegrò la Francia nel mercato europeo comune, dopo il periodo detto della "sedia vuota".

### Presidente del Consiglio dei ministri

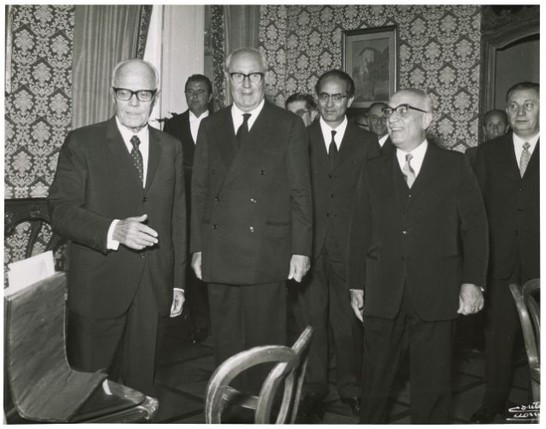
Emilio Colombo, in qualità di Presidente del Consiglio (secondo da destra), in compagnia del Presidente della Camera Sandro Pertini, del Presidente della Repubblica Giuseppe Saragat e di Amintore Fanfani

Fu presidente del Consiglio tra il 6 agosto 1970 e il 17 febbraio 1972 (il primo proveniente dalla Basilicata dall'avvento della Repubblica, il secondo dall'Unità d'Italia dopo Francesco Saverio Nitti).

#### Fatti di Reggio e Piano Colombo
Nel 1970, la decisione di assegnare alla città di Catanzaro la funzione di capoluogo della Regione Calabria, innescò moti di piazza a Reggio Calabria. La rivolta, che durò da luglio 1970 a febbraio 1971, è stata caratterizzata da un ricorso costante alla violenza con uso di armi e di esplosivo. Il gruppo promotore, inizialmente, si è contraddistinto da una sostanziale eterogeneità: in esso vi erano esponenti locali della DC, dell'associazionismo cattolico e popolare, dei partiti laici di governo, dei sindacati CISL e UIL e persino della Chiesa. Anche il locale PCI reggino assunse verso i moti un atteggiamento non sempre lineare, avvicinandosi alla protesta, seppure per un brevissimo periodo, nell'ottobre del 1970. Ad assumere, però, una funzione nevralgica nell'organizzazione dei moti furono comitati civici egemonizzati dalla destra. In sede giudiziaria è stato poi denunciato il contributo delle mafie all'organizzazione degli atti terroristici, nei quali vi è stato un uso massiccio del tritolo, come nel caso del deragliamento della Freccia del Sud avvenuto il 22 luglio 1970, che provocò sei morti e settanta feriti.
La risposta, di Colombo e del governo, alla rivolta di Reggio Calabria non è stato solo di tipo militare, ma anche, e soprattutto, di tipo politico ed economico. La consapevolezza che dietro l'adesione di massa alle proteste vi fossero problematiche di tipo sociale e occupazionale, spinse il governo a varare un nuovo piano di sviluppo della Calabria, attento ad assegnare a ciascuna provincia un ruolo strategico e a industrializzarne alcune aree.

#### Stabilimento di Pomigliano d'Arco
Il 30 ottobre 1971 ha inaugurato lo stabilimento dell'Alfasud di Pomigliano d'Arco. Nel corso della cerimonia – e in particolare durante il discorso inaugurale tenuto da Colombo – vi furono imponenti contestazioni dovute, in primo luogo, al piano assunzioni, ridimensionato di circa cinquemila unità. Al momento dell'apertura dell'industria, infatti, gli occupati furono circa settemila a fronte dei circa dodicimila previsti.

#### Introduzione del divorzio
Sotto il suo governo, il 1º dicembre 1970, nonostante l'opposizione del suo partito la Democrazia Cristiana, il Movimento Sociale Italiano, la Südtiroler Volkspartei e dei monarchici del Partito Democratico Italiano di Unità Monarchica, e con i voti favorevoli del Partito Socialista Italiano, del Partito Socialista Italiano di Unità Proletaria, del Partito Comunista Italiano, del Partito Socialista Democratico Italiano, del Partito Repubblicano Italiano, del Partito Liberale Italiano, viene approvata la legge 1º dicembre 1970, n. 898 - "Disciplina dei casi di scioglimento del matrimonio" (la cosiddetta legge Fortuna-Baslini), risultato della combinazione del progetto di legge di Loris Fortuna con un altro pdl presentato dal deputato liberale Antonio Baslini, che istituisce per la prima volta il divorzio in Italia.

### Al Parlamento europeo
L'8 marzo 1977 è stato eletto Presidente del Parlamento europeo, il quinto italiano a ricoprire la carica, rimanendo in carica per tre mandati, fino al 17 luglio 1979. Sempre nel 1979 ricevette il Premio Carlo Magno: fu il terzo italiano a ricevere questa onorificenza dopo Alcide De Gasperi e Antonio Segni.

### Anni 1980 e 1990

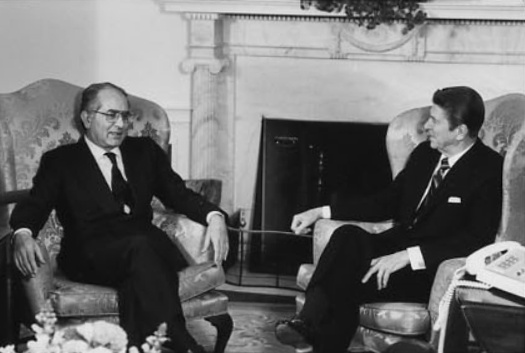
Colombo con il Presidente degli Stati Uniti d'America Ronald Reagan

Ministro degli affari esteri nel Governo Forlani, nel primo e nel secondo Governo Spadolini nonché nel quinto Governo Fanfani, divenne fautore di una linea di chiaro orientamento atlantista, anche se non sempre in totale accordo con l'amministrazione americana, come nel caso della cosiddetta "guerra dell'acciaio", quando l'Italia respinse le richieste statunitensi di sanzioni economiche verso l'Unione Sovietica.
Colombo partecipò attivamente alla trasformazione della Democrazia Cristiana nel nuovo Partito Popolare Italiano (PPI), avvenuta nel 1994. In occasione del primo congresso del partito, nel luglio del 1994, fu tra i principali sostenitori della candidatura alla segreteria di Rocco Buttiglione. Tuttavia, nella competizione che nel 1995 divise il PPI tra i favorevoli a un'alleanza di centro-destra con Berlusconi (guidati dal segretario Rocco Buttiglione) e i favorevoli a un'alleanza di centro-sinistra con Prodi (guidati da Gerardo Bianco e Giovanni Bianchi), sostenne quest'ultima posizione, prendendo le distanze da Buttiglione e venendo scelto come uno dei due relatori contro il segretario durante il congresso popolare del 1995 che sfiduciò Buttiglione. Furono quelli anche gli anni del processo per mafia a Giulio Andreotti, che rappresentò un pesante contraccolpo per la Democrazia Cristiana, favorendone la fine.
Dal 1993 al 1995 fu presidente dell'Internazionale Democratico-Cristiana.
Pur senza incarichi di partito e uscito dal Parlamento dall'agosto 1992 per effetto della decisione del partito di rendere incompatibili le cariche di ministro e di parlamentare, militò nel PPI fino al 2001, quando abbandonò il partito in polemica con la dirigenza che non gli aveva riservato un collegio al Senato per le elezioni politiche del 2001. Passò quindi a Democrazia Europea di Sergio D'Antoni che lo candidò al Senato in un collegio della Basilicata, dove tuttavia non venne eletto.

### Senatore a vita

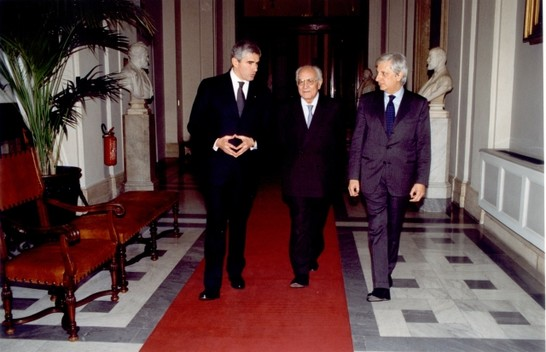
Colombo durante la cerimonia in suo onore, in occasione della sua nomina a senatore a vita nel 2003

Nel febbraio 2003 viene nominato senatore a vita dal Presidente della Repubblica Carlo Azeglio Ciampi avendo illustrato la patria per altissimi meriti nel campo scientifico, sociale, artistico e letterario. Nello stesso anno è stato coinvolto in un'ampia inchiesta che ha portato all'arresto di numerose persone accusate di traffico di stupefacenti. In particolare furono arrestati due finanzieri della sua scorta in quanto avevano acquistato la cocaina per il senatore a vita. Colombo confermerà alla magistratura di essere assuntore di cocaina, ma non fu indagato in quanto il consumo non costituisce reato, mentre i finanzieri sono stati processati e condannati in primo grado a un anno e un mese e a un anno e tre mesi di reclusione. Diversi anni dopo lo stesso Colombo ha porto le scuse alla Nazione.
Dal 1986 al 2003 fu anche presidente dell'Istituto Giuseppe Toniolo di Studi Superiori, ente fondatore della Università Cattolica del Sacro Cuore a Roma.
In seguito alle elezioni politiche del 2006, Emilio Colombo sostenne con il suo voto il governo Prodi II. Nella XVI legislatura ha aderito al gruppo dell'UDC-SVP-Autonomie al Senato, insieme con i colleghi senatori a vita Francesco Cossiga e Giulio Andreotti. Il 7 ottobre 2011 nella città elvetica di Losanna ricevette la medaglia d'oro della Fondazione Jean Monnet, antesignano dell'Unione europea in riconoscimento ai suoi meriti nella nascita e nello sviluppo politico ed economico della Comunità Economica Europea e della stessa Unione europea.
In un articolo scritto sul giornale L'Espresso del 27 febbraio 2007 Eugenio Scalfari criticò la sua contrarietà per il disegno di legge sui DICO, considerandola incoerente con la sua presunta omosessualità, ma da lui mai confermata.

### Ultimi anni e morte
Il 15 marzo 2013, a seguito della rinuncia del senatore a vita Giulio Andreotti, Colombo ha svolto le funzioni di presidente provvisorio del Senato della Repubblica dal momento che era il senatore a vita più anziano. Colombo ha diretto le votazioni che hanno portato all'elezione di Pietro Grasso alla seconda carica dello Stato. Dal 6 maggio 2013 (giorno della morte di Andreotti) fino alla sua morte fu per poco più di un mese l'unico costituente ancora in vita. 
Colombo è morto nella sua abitazione a Roma il 24 giugno 2013, due mesi dopo aver compiuto 93 anni. I funerali si sono svolti nella Chiesa di Santa Emerenziana a Roma, alla presenza di numerosi esponenti politici della Democrazia Cristiana e di altre alte cariche dello Stato; la sua salma venne poi tumulata all'interno del cimitero comunale di Potenza. Nel 2018, la stessa città gli intitola una strada ed un monumento, dopo che già a dieci mesi dalla morte era stata apposta una targa sulla casa di via Pretoria in cui il politico ha vissuto.

## Sinossi degli incarichi di Governo
| Incarico | Mandato                             | Governo                 |
| --- | ----------------------------------- | ----------------------- |
| Sottosegretario di Stato all'Agricoltura e Foreste | 27 maggio 1948 - 27 gennaio 1950    | Governo De Gasperi V    |
| Sottosegretario di Stato all'Agricoltura e Foreste | 31 gennaio 1950 - 26 luglio 1951    | Governo De Gasperi VI   |
| Sottosegretario di Stato ai Lavori Pubblici | 17 luglio 1953 - 17 agosto 1953     | Governo De Gasperi VIII |
| Sottosegretario di Stato ai Lavori Pubblici | 17 agosto 1953 - 18 gennaio 1954    | Governo Pella           |
| Sottosegretario di Stato ai Lavori Pubblici | 19 gennaio 1954 - 10 febbraio 1954  | Governo Fanfani I       |
| Sottosegretario di Stato ai Lavori Pubblici | 11 febbraio 1954 - 6 luglio 1955    | Governo Scelba          |
| Ministro dell'Agricoltura e Foreste Alto Commissario per l'alimentazione                                                                                              | 6 luglio 1955 - 19 maggio 1957      | Governo Segni I         |
| Ministro dell'Agricoltura e Foreste Alto Commissario per l'alimentazione                                                                                              | 19 maggio 1957 - 1º luglio 1958     | Governo Zoli            |
| Ministro del Commercio con l'Estero | 1º luglio 1958 - 15 febbraio 1959   | Governo Fanfani II      |
| Ministro dell'Industria e Commercio | 15 febbraio 1959 - 25 marzo 1960    | Governo Segni II        |
| Ministro dell'Industria e Commercio | 25 marzo 1960 - 26 luglio 1960      | Governo Tambroni        |
| Ministro dell'Industria e Commercio | 26 luglio 1960 - 21 febbraio 1962   | Governo Fanfani III     |
| Ministro dell'Industria e Commercio | 21 febbraio 1962 - 21 giugno 1963   | Governo Fanfani IV      |
| Ministro del Tesoro | 21 giugno 1963 - 4 dicembre 1963    | Governo Leone I         |
| Ministro del Tesoro | 4 dicembre 1963 - 22 luglio 1964    | Governo Moro I          |
| Ministro del Tesoro | 22 luglio 1964 - 23 febbraio 1966   | Governo Moro II         |
| Ministro del Tesoro | 23 febbraio 1966 - 24 giugno 1968   | Governo Moro III        |
| Ministro del Tesoro | 24 giugno 1968 - 12 dicembre 1968   | Governo Leone II        |
| Ministro del Bilancio e Programmazione Economica | 24 giugno 1968 - 12 dicembre 1968   | Governo Leone II        |
| Ministro del Tesoro | 12 dicembre 1968 - 5 agosto 1969    | Governo Rumor I         |
| Ministro del Tesoro | 5 agosto 1969 - 27 marzo 1970       | Governo Rumor II        |
| Ministro del Tesoro | 27 marzo 1970 - 6 agosto 1970       | Governo Rumor III       |
| Presidente del Consiglio dei ministri | 6 agosto 1970 - 17 febbraio 1972    | Governo Colombo         |
| Ministro di Grazia e Giustizia (ad interim) | 6 marzo 1971 - 17 febbraio 1972     | Governo Colombo         |
| Ministro del Tesoro | 17 febbraio 1972 - 26 giugno 1972   | Governo Andreotti I     |
| Ministro senza portafoglio con delega per i compiti politici particolari e di coordinamento, con speciale riguardo alla Presidenza della delegazione italiana all'ONU | 26 giugno 1972 - 7 luglio 1973      | Governo Andreotti II    |
| Ministro delle Finanze | 7 luglio 1973 - 14 marzo 1974       | Governo Rumor IV        |
| Ministro del Tesoro | 14 marzo 1974 - 23 novembre 1974    | Governo Rumor V         |
| Ministro del Tesoro | 23 novembre 1974 - 12 febbraio 1976 | Governo Moro IV         |
| Ministro del Tesoro | 12 febbraio 1976 - 29 luglio 1976   | Governo Moro V          |
| Ministro degli Affari Esteri | 4 aprile 1980 - 18 ottobre 1980     | Governo Cossiga II      |
| Ministro degli Affari Esteri | 18 ottobre 1980 - 28 giugno 1981    | Governo Forlani         |
| Ministro degli Affari Esteri | 28 giugno 1981 - 23 agosto 1982     | Governo Spadolini I     |
| Ministro degli Affari Esteri | 23 agosto 1982 - 1º dicembre 1982   | Governo Spadolini II    |
| Ministro degli Affari Esteri | 1º dicembre 1982 - 4 agosto 1983    | Governo Fanfani V       |
| Ministro del Bilancio e Programmazione Economica | 28 luglio 1987 - 13 aprile 1988     | Governo Goria           |
| Ministro delle Finanze | 13 aprile 1988 - 22 luglio 1989     | Governo De Mita         |
| Ministro degli Affari Esteri | 1º agosto 1992 - 28 aprile 1993     | Governo Amato I         |

## Inchieste giudiziarie
Il 24 novembre 2003 Emilio Colombo fu coinvolto nell'inchiesta sul giro di droga detta "operazione Cleopatra". In tale occasione Colombo ammise di essere consumatore di cocaina, sostenendo che il suo consumo avveniva per fini terapeutici. Il politico porgerà, in seguito, le sue scuse alla Nazione.

## Nella cultura di massa

### Canzoni popolari
Il gruppo di canto popolare Terracanto Archiviato il 24 luglio 2020 in Internet Archive. spiega così come il Ministro Colombo sia stato un personaggio spesso citato da Giuseppe Miriello nei testi delle canzoni che ha scritto:
Spesso le sue invettive erano indirizzate al suo conterraneo Emilio Colombo, che aveva fatto carriera in politica fino a diventare Ministro nel Governo della Democrazia Cristiana, cosa che lo rendeva, agli occhi di Miriello e dell’immaginario popolare, responsabile di ogni nefandezza compiuta dal Governo.»
Una canzone di Miriello porta come titolo proprio Lu menestre Colombe Archiviato il 24 luglio 2020 in Internet Archive.. È stata interpretata, fra gli altri, da Giovanna Marini.